# Crepidium mackinnonii
Crepidium mackinnonii är en orkidéart som först beskrevs av John Firminger Duthie, och fick sitt nu gällande namn av Dariusz Lucjan Szlachetko. Crepidium mackinnonii ingår i släktet Crepidium, och familjen orkidéer. Inga underarter finns listade i Catalogue of Life.